# 謝孟存
謝孟存（1921年10月8日—1955年12月10日），福建省閩侯縣人，中國共產黨員，工業試驗所統計員，曾受中共中央社會部台灣工作站牽連受審，因余育生案牽連判處死刑，1955年12月10日槍決於安坑刑場。

## 生平
謝孟存，1921年生於福建省閩侯縣，1947年時在福州時受林在壽吸收加入中共福建省委城市工作委員會，領導為余育生。余育生廣東梅縣人，1938年與堂弟余海晏加入共產黨，並在生活書店與民報報社擔任記者工作，由於報社遭到查抄離縣與共黨失去聯繫，直到1947年在福州與中共福建省委城市工作委員會取得聯繫後，持續發展組織，吸收林在壽、洪金育加入組織，1947年5月，謝孟存、陳實由林在壽介紹加入共產黨，1948年2月洪金育吸收江石蓀。 
1947年9月謝孟存獲臺灣省政府建設廳工業試驗所聘任為統計員。1948年中共中央社會部部長李克農先後派遣朱芳春(化名非)、蕭明華及周一粟等多名特工赴台發展組織。由非領導，並由蘇藝林負責軍事情蒐，非透過關係進入國語日報社任副總編輯，非在國語日報社與馬學樅銜接工作後，於1949年3月至6月間在臺灣省政府社會處主辦之社會科學研究會附設「實用心理學補習班」講課，吸收學員陳平、熙、鄭臣嚴、王隆煜、李學驊、孫清河等人陸續加入「新民主主義青年團中央黨部」，陳平吸收安學林加入，與安學林、熙同一小組。
1950年2月因非大陸身分被偵破，情治單位在非住處逮捕蕭明華，組織相關人等陸續落網，孫清河、路齊書等多人被保密局轉汙點證人，同時保密局在獄中安插幹員扮成人犯，偽裝審訊期間與幹員傳遞情報及書寫證詞，許多組織成員被供出並造成案情擴大。熙是福州人，在農林廳擔任視察委員，與謝孟存有聯繫，在搜捕時將所收藏之共黨相關書刊資料託謝孟存埋藏於台北市文山中學。謝孟存因案遭到傳喚，但因為查無謝孟存參與該組織證據而無罪釋放。
1953年11月間，余海晏時服務於台南山林管理所嘉義分所股長，由於曾偽造福建清流縣教育科科員等證明，向內政部調查局自首叛亂部分罪名，調查局以其自首不誠為由拘提審訊，余海晏自新於是將余育生、謝孟存、陳實、江石蓀、黎達、陳定昌、鄭新忠供出。
1954年9月全案偵結審判，余海晏自新受感化教育2年，余育生判處死刑，其餘人判處有期徒刑，經總統裁示後審判官遭記過處分後，謝孟存、陳實、江石蓀、黎達、陳定昌、鄭新忠皆以加入共黨組織經政府多年宣導仍未自首判處死刑，1955年12月10日槍決於安坑刑場。

## 紀念
2013年10月 北京西山國家森林公園的無名英雄廣場上立有無名英雄紀念碑，為紀念來台灣在1950年代被處決「隱避戰線烈士」而設立，謝孟存刻於紀念碑上，為中共國家安全部追認之中華人民共和國烈士。

## 平反
2005年中華民國行政院針對戒嚴時期不當叛亂暨匪諜審判案件進行回復名譽審查，通過回復謝孟存名譽。
2018年12月7日，促進轉型正義委員會促轉三字第1075300110B號，公告受難者林慶雲君等1270人應予平復司法不法之刑事有罪判決暨其刑，其中(44)審復字第29號，有關謝孟存共同意圖顛覆政府而著手實行之有罪判決暨其刑及沒收之宣告正式撤銷。